# Thorwald (Vorname)

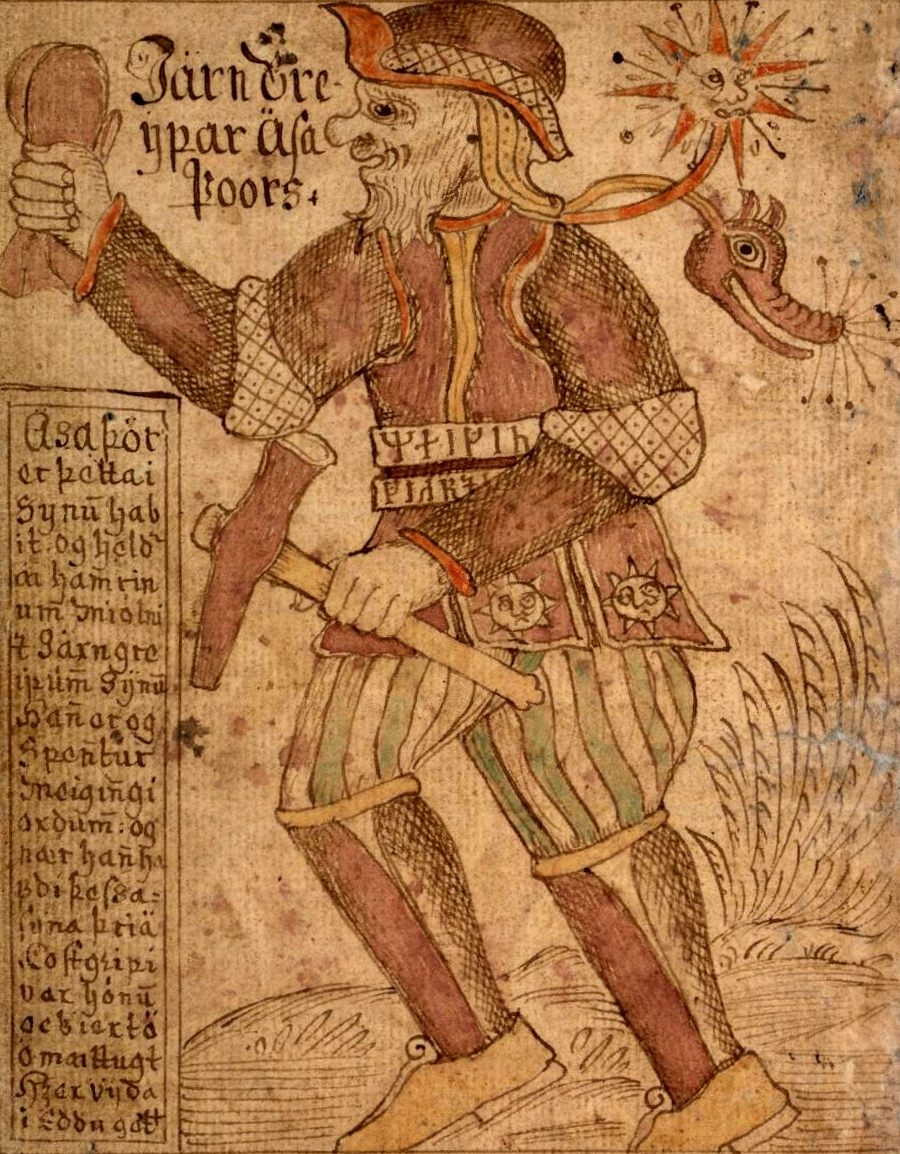
Thor trägt seinen Hammer Mjölnir und den Machtgürtel Megingiard (Isländische Handschrift, 18. Jh.)

Thorwald (auch Thorvald) ist ein deutscher Vorname skandinavischer Abstammung. Er tritt auch als Nachname auf.

## Namensherkunft und Bedeutung
Thorwald ist ein zweigliedriger Rufname nordisch-germanischen Ursprungs.
Der erste Bestandteil Thor- vertritt Thor, den germanischen Donnergott und Sohn des Odin. Er heißt auch in den westgermanischen Sprachen : altsächsisch thuner; angel-sächsisch þunor, althochdeutsch Thunar, Donar (> deutsch Donner) und in den Nordgermanischen Sprachen : altnordisch þórr; isländisch Þór; norwegisch Tor usw.
Der zweite Bestandteil -wald vertritt das altnordische valdr, die die Stärke, oder die Macht bedeutet und ist mit dem althochdeutschen walt, walten, deutschen Ge-walt, walten verwandt. Dieses Wort ist auch -old in den deutschen Personennamen geworden (z. B. Bertold).
Der Name Thorwald bedeutet also ‚Thor + Stärke‘, ‚Thor + Macht‘.

## Varianten
- altnordische: Þorvaldr, Þórvaldr, Þóraldr[1]
- international: Thorwald, Torwald
- norwegisch Thorvald, Torvald
- isländisch Þorvaldur, Þorvaldr, Þórvaldur (Thorwaldur)
- altnormannisch: Torold, Turold
- latein.: Toroldus

Familiennamen:
- Thorwald, Torvalds
- Touroude, Troude, Throude, Théroude

abgeleitete Nachname:
- Þorvaldsson, Þorvaldsdóttir
- fitz Turold

## Namensträger
- Thorvald Aagaard (1877–1937), dänischer Komponist, Organist und Musikpädagoge
- Thorvald Asvaldsson, Vater von Erik dem Roten
- Thorwald Dethlefsen (1946–2010), deutscher Esoteriker und Buchautor
- Thorvald Eriksson, Bruder von Leif Eriksson, beide fuhren nach Amerika
- Thorvald Lammers (1841–1922), norwegischer Komponist, Opernsänger (Bariton) und Chorleiter
- Thorwald Proll (* 1941), Aktivist der deutschen APO-Bewegung
- Thorvald Stauning (1873–1942), dänischer sozialdemokratischer Politiker und Staatsmann
- Thorvald Steen (* 1954), norwegischer Schriftsteller
- Thorvald Stoltenberg (1931–2018), norwegischer Politiker
- Thorvald Nicolai Thiele (1838–1910), dänischer Mathematiker und Astronom
- Thorwald Veneberg (* 1977), niederländischer Radrennfahrer

## Sonstige Namensverwendung
- Villa Thorwald, Dresden, Sachsen, Deutschland
- Manoir de Thorold, Trouville-la-Haule, Normandie, Frankreich